# Triomphante (cuirassé)
Pour les autres navires du même nom, voir Le Triomphant.
La Triomphante est un cuirassé à coque en fer de la classe La Galissonnière à batterie centrale et barbettes ayant été en service dans la Marine française. Lancé en 1877, le navire entre en service en 1879 ; il est retiré du service en 1903.

## Histoire
Affecté à l'Escadre d'Extrême-Orient en 1884, il participe à la guerre franco-chinoise dont la campagne des Pescadores en 1885.
Pierre Loti (alors lieutenant) embarque sur la Triomphante en mai 1885, revient en France à bord de ce navire,via Port Saïd.il arrive à Toulon le 19 février 1886 (cf Journal de Loti )